# Hymenoscyphus rokebyensis
Hymenoscyphus rokebyensis är en svampart som först beskrevs av Svrcek, och fick sitt nu gällande namn av Matheis 1979. Hymenoscyphus rokebyensis ingår i släktet Hymenoscyphus och familjen Helotiaceae.  Arten är reproducerande i Sverige. Inga underarter finns listade i Catalogue of Life.